# Hieraaetus
A Hieraaetus a madarak (Aves) osztályának a vágómadár-alakúak (Accipitriformes) rendjébe, ezen belül a vágómadárfélék (Accipitridae) családjába tartozó nem.

## Rendszerezésük
A nemet Johann Jakob Kaup német ornitológus írta le 1844-ben, az alábbi fajok tartoznak ide:
- gyíkászó törpesas (Hieraaetus wahlbergi)
- pettyes törpesas (Hieraaetus ayresii)
- pápua törpesas (Hieraaetus weiskei)
- törpesas (Hieraeetus pennatus)
- ausztrál törpesas (Hieraaetus morphnoides)

Régen kihalt faj:
- Haast-féle sas (Hieraaetus moorei vagy Harpagornis moorei)

Korábban idesorolt fajok :
- vöröshasú törpesas (Lophotriorchis kienerii, korábban Hieraaetus kienerii)
- héjasas (Aquila fasciata, korábban Hieraaetus fasciatus)
- afrikai héjasas (Aquila spilogaster, korábban Hieraaetus spilogaster)

## Előfordulásuk
Európában, Ázsiában, Afrikában és Ausztráliában honosak. Természetes élőhelyeik a mérsékelt övi, szubtrópusi és trópusi erdők, füves puszták, szavannák és cserjések, valamint emberi környezet. A törpesas (Hieraeetus pennatus) Magyarországon ritka átvonuló, kóborló és alkalmi fészkelő.

## Megjelenésük
Testhosszuk 60 centiméter körüli.